# Helgafell (Helgafellssveit)
Der Helgafell ist ein Hügel von 73 m Höhe und liegt im Westen Islands auf der Halbinsel Snæfellsnes. Er befindet sich knapp vier Kilometer südlich der Stadt Stykkishólmur.

## Name
Der Name bedeutet zu deutsch Heiliger Berg. Die Bezeichnung stammt aus heidnischer Zeit und verweist auf den Platz eines Wikingerheiligtums, daher gibt es auch so viele Berge dieses Namens in Island.

## Geschichte
Þórólfur Mostraskegg, im Jahr 884 der erste Siedler in diesem Gebiet, hielt den Helgafell für einen heiligen Berg, den niemand ungewaschen sehen und auf dem niemand, auch kein Tier, getötet werden sollte. Er glaubte, dass er und seine Verwandten nach ihrem Tode in den Berg einfahren würden. Später ließ Guðrún Ósvífursdóttir, die Hauptperson der Laxdæla saga, eine Kirche am Helgafell bauen und lebte dort bis zu ihrem Tod als Einsiedlerin. Guðrún liegt nahe der heutigen Kirche begraben. 1184 wurde das Augustinerkloster von der Insel Flatey zum Helgafell verlegt. Ruinenreste sind noch zu erkennen.

## Aberglaube
Der Volksglaube besagt, dass man drei Wünsche frei hat, wenn man den Helgafell zum ersten Mal besteigt, wobei man vom Grab der Guðrún aus hinaufgehen muss. Dabei darf man sich nicht umdrehen, nicht reden und mit niemandem über die Wünsche sprechen.

## Kirche
Der Überlieferung nach gab es bereits seit der Einführung des Christentums auf Island im Jahre 1000 auf dem Helgafell eine Kirche, und die heutige Holzkirche (etwa 80 Sitzplätze) auf dem Helgafell wurde 1903 erbaut und am 1. Januar 1904 eingeweiht. Ihre Glocke wurde bereits 1545 gegossen, d. h. während der Amtszeit von Jón Arason, des letzten katholischen Bischofs auf Island und vor der Einführung der Reformation auf Island.